# Çorum
Çorum là một thành phố tỉnh lỵ (merkez ilçesi) thuộc tỉnh Çorum của Thổ Nhĩ Kỳ. Thành phố Çorum có diện tích 12.820 km2, dân số thời điểm năm 2009 là 210.822 người. Đây là thành phố lớn thứ 33 tại Thổ Nhĩ Kỳ.
Çorum là một thành phố không giáp biển ở phía bắc Anatolia là thủ phủ của tỉnh Çorum của Thổ Nhĩ Kỳ. Çorum nội địa là nằm trong trung tâm khu vực Biển Đen của Thổ Nhĩ Kỳ, và khoảng 244 km (152 dặm) từ Ankara và 608 km (378 dặm) từ Istanbul. Thành phố có độ cao 801 m (2.628 foot) trên mực nước biển.
Çorum chủ yếu được biết đến với địa điểm khảo cổ Phrygian và Hittite, suối nước nóng và đặc sản hạt được biết đến với tên leblebi.

## Khí hậu
| Dữ liệu khí hậu của Çorum                    | Dữ liệu khí hậu của Çorum | Dữ liệu khí hậu của Çorum | Dữ liệu khí hậu của Çorum | Dữ liệu khí hậu của Çorum | Dữ liệu khí hậu của Çorum | Dữ liệu khí hậu của Çorum | Dữ liệu khí hậu của Çorum | Dữ liệu khí hậu của Çorum | Dữ liệu khí hậu của Çorum | Dữ liệu khí hậu của Çorum | Dữ liệu khí hậu của Çorum | Dữ liệu khí hậu của Çorum | Dữ liệu khí hậu của Çorum |
| Tháng                                        | 1                         | 2                         | 3                         | 4                         | 5                         | 6                         | 7                         | 8                         | 9                         | 10                        | 11                        | 12                        | Năm                       |
| -------------------------------------------- | ------------------------- | ------------------------- | ------------------------- | ------------------------- | ------------------------- | ------------------------- | ------------------------- | ------------------------- | ------------------------- | ------------------------- | ------------------------- | ------------------------- | ------------------------- |
| Cao kỉ lục °C (°F)                           | 17.5 (63.5)               | 20.4 (68.7)               | 28.6 (83.5)               | 30.4 (86.7)               | 35.1 (95.2)               | 37.5 (99.5)               | 42.6 (108.7)              | 40.2 (104.4)              | 38.7 (101.7)              | 33.6 (92.5)               | 25.6 (78.1)               | 19.2 (66.6)               | 42.6 (108.7)              |
| Trung bình ngày tối đa °C (°F)               | 4.6 (40.3)                | 7.4 (45.3)                | 12.5 (54.5)               | 17.9 (64.2)               | 22.9 (73.2)               | 26.8 (80.2)               | 30.2 (86.4)               | 30.7 (87.3)               | 26.7 (80.1)               | 20.7 (69.3)               | 12.9 (55.2)               | 6.5 (43.7)                | 18.3 (64.9)               |
| Trung bình ngày °C (°F)                      | −0.2 (31.6)               | 1.4 (34.5)                | 5.6 (42.1)                | 10.4 (50.7)               | 15.0 (59.0)               | 18.7 (65.7)               | 21.7 (71.1)               | 21.9 (71.4)               | 17.8 (64.0)               | 12.5 (54.5)               | 5.6 (42.1)                | 1.6 (34.9)                | 11.0 (51.8)               |
| Tối thiểu trung bình ngày °C (°F)            | −4.1 (24.6)               | −3.5 (25.7)               | −0.3 (31.5)               | 3.4 (38.1)                | 7.4 (45.3)                | 10.7 (51.3)               | 12.8 (55.0)               | 13.1 (55.6)               | 9.6 (49.3)                | 5.7 (42.3)                | 0.2 (32.4)                | −2.2 (28.0)               | 4.4 (39.9)                |
| Thấp kỉ lục °C (°F)                          | −25.6 (−14.1)             | −27.2 (−17.0)             | −23.3 (−9.9)              | −9.4 (15.1)               | −4.3 (24.3)               | 0.2 (32.4)                | 3.4 (38.1)                | 3.0 (37.4)                | −3.0 (26.6)               | −6.3 (20.7)               | −15.7 (3.7)               | −21.6 (−6.9)              | −27.2 (−17.0)             |
| Lượng Giáng thủy trung bình mm (inches)      | 37.4 (1.47)               | 28.5 (1.12)               | 42.0 (1.65)               | 46.6 (1.83)               | 61.7 (2.43)               | 63.5 (2.50)               | 21.4 (0.84)               | 19.0 (0.75)               | 24.9 (0.98)               | 27.9 (1.10)               | 32.9 (1.30)               | 43.0 (1.69)               | 448.8 (17.67)             |
| Số ngày giáng thủy trung bình                | 12.30                     | 10.57                     | 13.57                     | 13.73                     | 15.77                     | 12.00                     | 5.10                      | 4.10                      | 6.60                      | 8.43                      | 8.70                      | 12.37                     | 123.2                     |
| Số giờ nắng trung bình tháng                 | 68.2                      | 98.9                      | 145.7                     | 192.0                     | 235.6                     | 267.0                     | 316.2                     | 310.0                     | 246.0                     | 173.6                     | 117.0                     | 62.0                      | 2.232,2                   |
| Số giờ nắng trung bình ngày                  | 2.2                       | 3.5                       | 4.7                       | 6.4                       | 7.6                       | 8.9                       | 10.2                      | 10.0                      | 8.2                       | 5.6                       | 3.9                       | 2.0                       | 6.1                       |
| Nguồn: Cơ quan Khí tượng Nhà nước Thổ Nhĩ Kỳ |                           |                           |                           |                           |                           |                           |                           |                           |                           |                           |                           |                           |                           |